# Formacja Gartleya
Formacja Gartleya – w analizie technicznej, formacja zaliczana do wskaźników kontynuacji trendu. Warunek konieczny spełnienia formacji to ścisłe związki pomiędzy długościami poszczególnych fal.

## Historia Formacji
Formacja Gartleya została po raz pierwszy opisana w książce Profits in the Stock Market z 1935 roku. Jej druga młodość przypada na początek XXI wieku, kiedy to Scott Carney w książce Harmonic Trading Volume 1 przypomniał o jej istnieniu, na cześć jej twórcy nazywając ją mianem Gartley 222, i opisując proporcje matematyczne poszczególnych odcinków. Jest to najbardziej znana i jednocześnie cechująca się najbardziej ścisłymi wymaganiami formacja harmoniczna. Rysowanie Gartleya rozpoczyna się od znalezienia punktu zaczepienia dla odcinka X.

## Zależności matematyczne w formacji
- Odcinek AB musi zatrzymać się na 61,8% odcinka XA
- Odcinek BC musi zatrzymać się w przedziale od 38,2-88,6% AB
- Odcinek CD musi zatrzymać się w przedziale 127,0-161,8% AB i 78,6% XA.

## Kierunek ruchu po wystąpieniu formacji
Formacja Gartleya jest formacją kontynuacji trendu, dlatego po jej wystąpieniu należy oczekiwać poruszania się cen w kierunku poprzedzającego ją trendu.